# Lekarz wiejski
Lekarz wiejski (oryg. fr. Le Médecin de campagne)  – powieść Honoriusza Balzaka z 1833, należąca do Scen z życia wiejskiego Komedii ludzkiej. 

## Okoliczności powstania
W liście z 30 września 1832 roku do swego wydawcy Mame'a, Balzak po raz pierwszy  wymienia tytuł planowanej powieści, o której piszeː Moja książka [...] będzie do czytania zarówno dla stróżki, jak i dla wielkiej damy. Za wzór wziąwszy Ewangelię i Katechizm, dwie książki nadzwyczaj pokupne, napisałem swoją. Kiedy jakiś czas potem Mame odwiedził pisarza w Nemours, ten miał gotowe zaledwie tytuły rozdziałów. Najpewniej jesienią tego roku powstała część powieści, przewidzianej początkowo na jeden tom. W zamierzeniu pisarza bohater, zraniony, usuwa się w ''cień i ciszę'', by ze swej samotni cywilizować powiat położony gdzieś w górach. Pierwotnie miał on być księdzem, ale pisarz uznał, że za słabo zna wnętrze kapłańskiej duszy i zdecydował się na lekarza. Niewiele wcześniej podczas wycieczki do Grand-Chartreuse Balzak wstąpił do wioski Voreppe, którą unowocześnił niejaki doktor Rome. W tle powieści postanowił umieścić piękne postaci żołnierzy Cesarstwa i w ten sposób pobudzić wielki popyt na historię z czasów napoleońskich, którą od dłuższego czasu tworzył, nigdy nie wydaną La Bataille.
Nieco później, pomiędzy grudniem 1832 a lipcem 1833, wciąż pod naciskiem Mame'a, Balzac oddał powieść we fragmentach do druku. Ostatecznie powieść ukazała się 9 września 1833 w dwóch tomach in octavo u Mame'a-Delaunaya. Pierwotnie wyznania Benassisa kończące powieść, pod wpływem urazy Balzaka do pani de Castries, mówiły o tym, że lekarza przywiodła do desperacji pewna kokietka. Ostatecznie pisarz zdecydował jednak, że Benassis będzie odpokutowywał grzech młodości, którym unieszczęśliwił dwie kobiety. Wbrew oczekiwaniom Balzaka, który był bardzo dumny ze swego dzieła, powieść nie spotkała się z dobrym przyjęciem u publiczności. Czytelniczki nie znalazły w niej wyrazistej postaci kobiecej, ani wątku romansowego. Przeciwnicy polityczni zaatakowali credo polityczne Benassisa. Felietoniści pisali, że choć autor dał dowody, że zna się i na pracach leśnych, i na polityce agrarnej, i na zarządzaniu gminą, to czytelnicy oczekiwali od niego raczej powieści.

## Treść
Genestas, były wojskowy, przenosi się na wieś w Delfinacie do pokoju wynajętego u doktora Benassisa. Obaj mężczyźni zaprzyjaźniają się; Benassis przedstawia swojemu lokatorowi zmiany, jakich dokonał na wsi: chcąc poprawić warunki życia chłopów opłacił prace melioracyjne, inspirował rozwój przemysłu i rzemiosła, założył szkołę. Zachwycony dziełami lekarza, Genestas prosi go o podjęcie się leczenia jego syna. Benassis natomiast wyjawia przyjacielowi przyczynę swojego zaangażowania na rzecz chłopów: ma być to forma zadośćuczynienia za to, że w młodości uwiódł i porzucił młodą dziewczynę. 

## Osoby
- Benassis – dziedzic sporej fortuny, opuszcza kobietę, z którą ma dziecko, krótko przed poślubieniem Eweliny, córki rodziny jansenistycznej. Musi zrezygnować z poślubienia ukochanej z powodu swej przeszłości. Kiedy jego syn umiera w wyniku choroby, osiedla się w sabaudzkim miasteczku, by czynić tam dobro. Umiera po zapoznaniu się z listem wysłanym przez Ewelinę lub jej rodzinę.
- Butifer – kochający swobodę kłusownik, towarzysz rekonwalescencji Adriana Genestasa. Po śmierci Benassisa wstępuje do wojska.
- Cambon – kupiec drzewny i zastępca mera Benassisa.
- La Fosseuse – biedna sierota, córka grabarza, marzycielska i sentymentalna, protegowana Benassisa, który darzy ją ojcowskim uczuciem, przeznaczona by poślubić majora Genestasa.
- Adrian Genestas – syn żydówki Judyty, adoptowany przez majora Genestasa. Przybywa na leczenie do doktora Benassisa.
- Pierre-Joseph Genestas – dowódca kawalerii, służący pod rozkazami Napoleona, którego uwielbia; przyjmuje na wychowanie syna kobiety, którą kochał, a która zdradziła go dla jego podwładnego; kończy karierę wojskową w stopniu podpułkownika.
- Gogeulat – stary wiarus napoleoński, opowiadający stare bajki i epizody z epopei napoleońskiej.
- Gondrin – pontonier w armii napoleońskiej, heroicznie zachował się w czasie bitwy pod Berezyną[1].

## Cechy utworu
Powieść miała w założeniach autora pełnić funkcje głównie dydaktyczne - ukazywać piękno życia na wsi, a zarazem konieczność wprowadzania w nim zmian opartych na rozważnych, moralnych działaniach. W opisie skutków takiego działania Balzak posuwa się wręcz do zaprezentowania wizji wiejskiej utopii, mieszającej jednak elementy różnych światopoglądów - liberalnego, socjalistycznego oraz myśli Fouriera. Poglądy te, wyrażane przez doktora Benassisa, stanowią równocześnie przekonania autora, a powieść wpisuje się w szerszy cykl utworów poświęconych wsi. Szczególnie bliska jest Wiejskiemu proboszczowi, gdzie również przedstawione zostało bezinteresowne działanie na rzecz wsi jako odkupienie za popełnione błędy. 
Utwór łączy w sobie elementy realistyczne i romantyczne - te pierwsze to przede wszystkim niezwykle precyzyjne opisy wsi i życia jej mieszkańców, drugim jest sielankowy obraz wsi i natury, nawiązujący do poglądów Rousseau.